# 德國安全認證

德國安全認證

德國安全認證，又稱GS認證，GS標誌為一項自願性的測試標誌。發給通過測試的產品，標明其他機構已經測試此產品的安全性，並繼續維持生產管制。此類設備，之間的主要區別GS和CE標誌，是完全符合歐洲安全規定，已經過測試。

## 授權機構
- BG-PruefZert
- TÜV

## 外部連結
- Compliance mark definitions